# Gärtenroth
Gärtenroth ist ein Gemeindeteil von Burgkunstadt im oberfränkischen Landkreis Lichtenfels mit etwa 220 Einwohnern.

## Geographische Lage
Das Pfarrdorf Gärtenroth liegt 363 bis 387 m ü. Normalnull auf einem nach Norden hin flach abfallenden, von Süden her gut hundert Meter hoch aufgeschobenen Hochplateau des Lias. Die amtliche Höhe wird mit 379 m ü. NN angegeben. Gärtenroth liegt im Nordosten des Burgkunstadter Stadtgebietes zwischen Lichtenfels und Kulmbach. Unmittelbar nördlich des Dorfes liegt der Spitzberg (517,6 m ü. NHN). Aufgrund der Lage in der Nähe des Mains gehört Gärtenroth zum Obermainischen Bruchschollenland. Der Ortskern von Burgkunstadt befindet sich rund sechs Kilometer westlich.

## Geschichte

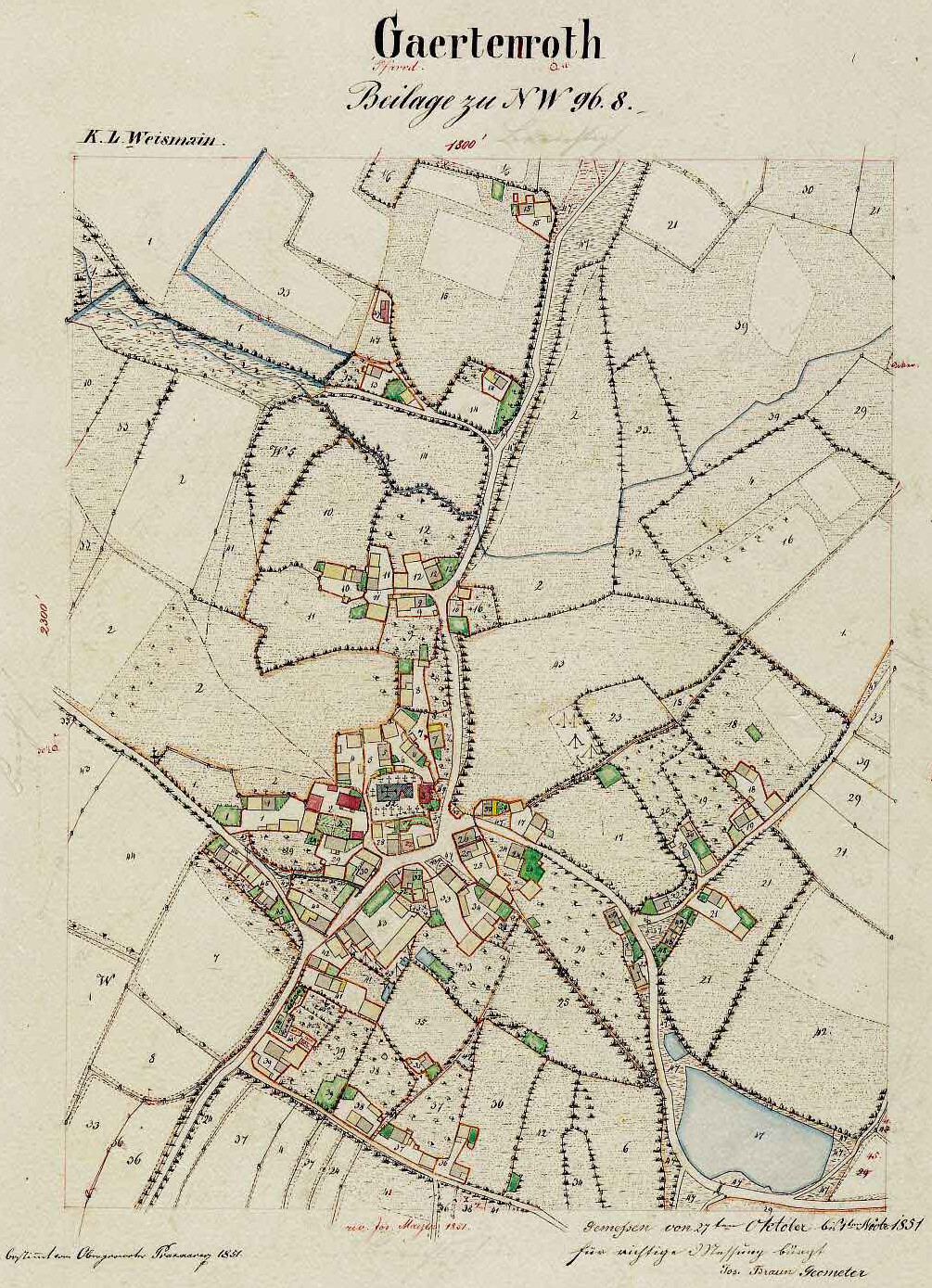
Historischer Ortsplan von Gärtenroth aus dem Jahr 1851

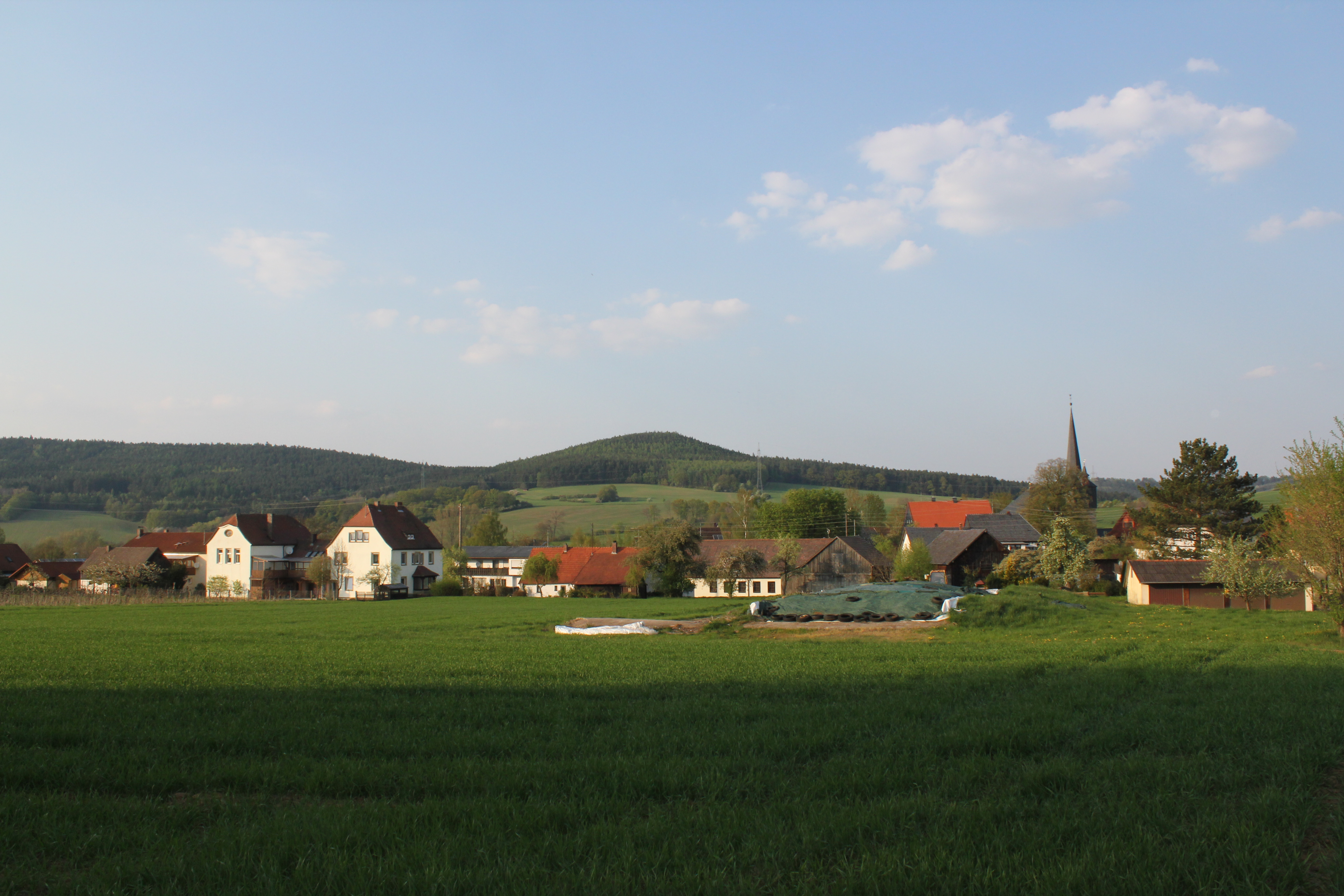
Der Bergrücken nördlich von Kirchlein und Gärtenroth mit Rainberg, Soldatengraben und Spitzberg (v.l.n.r). Im Vordergrund: Südansicht von Gärtenroth

Historische Ansichten von Gärtenroth
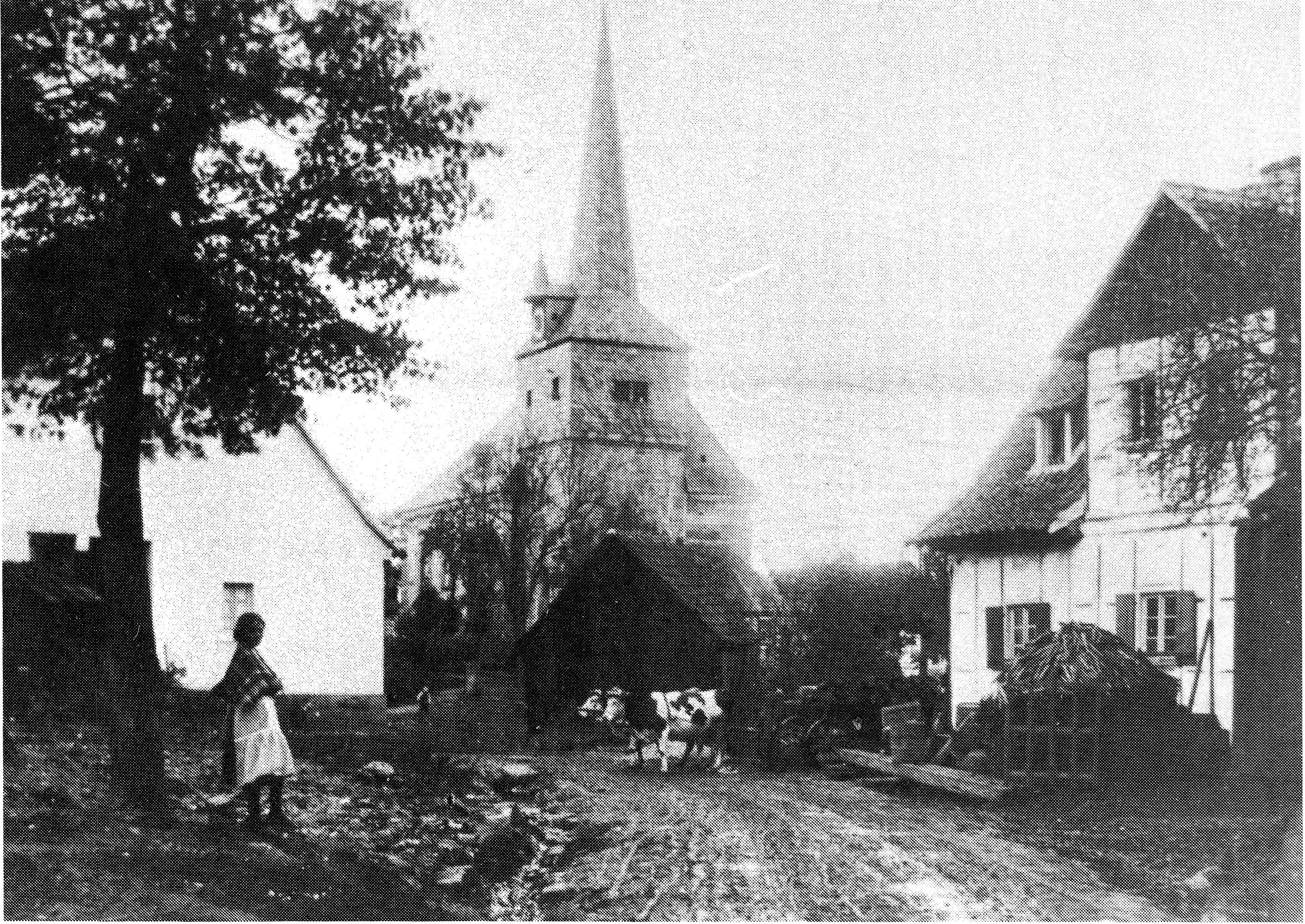
Die Schimmendorfer Straße in Gärtenroth um 1915, in Blickrichtung nach Westen (Burgkunstadt)
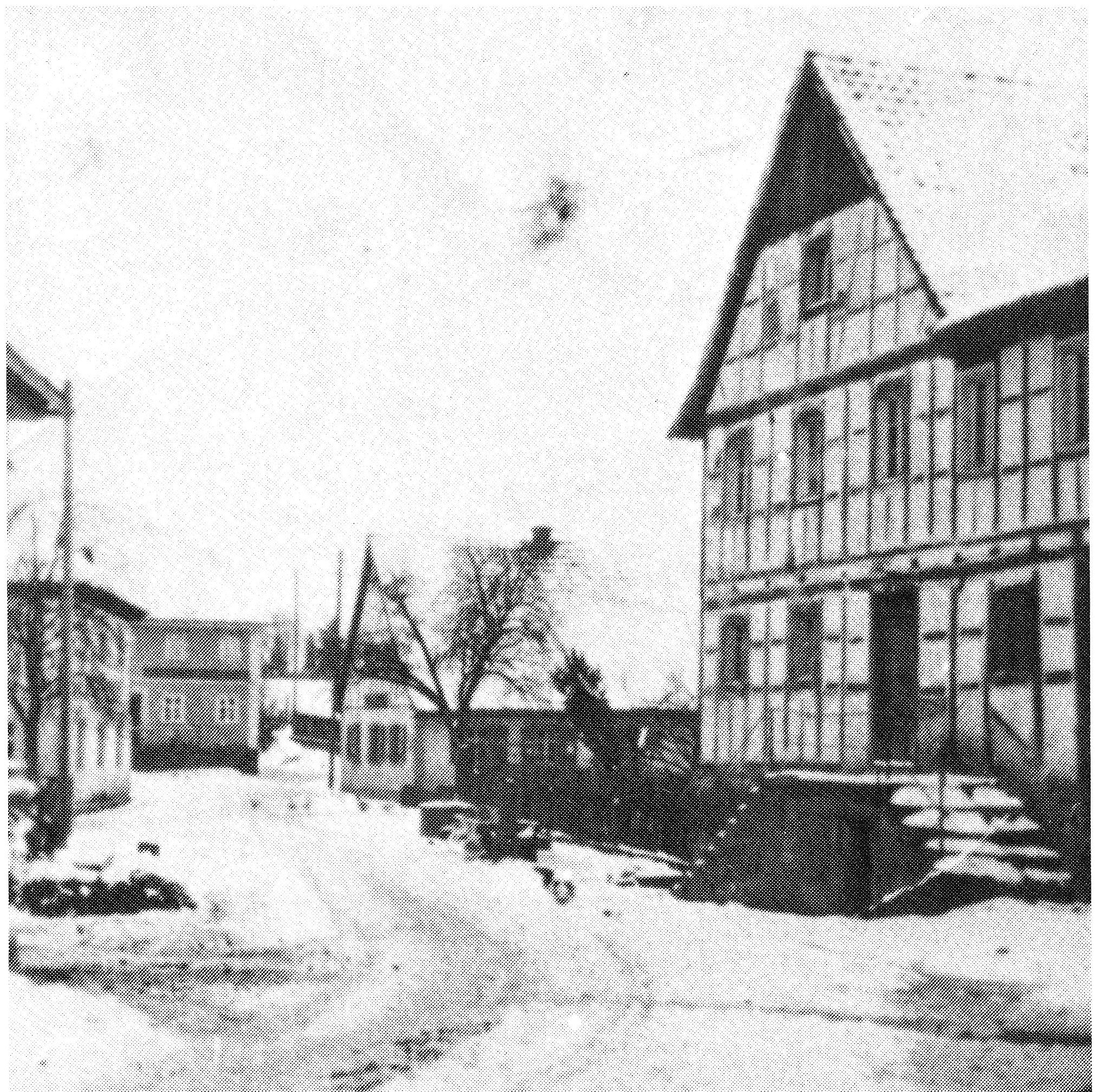
Die Mainrother Straße in Gärtenroth vor 1920

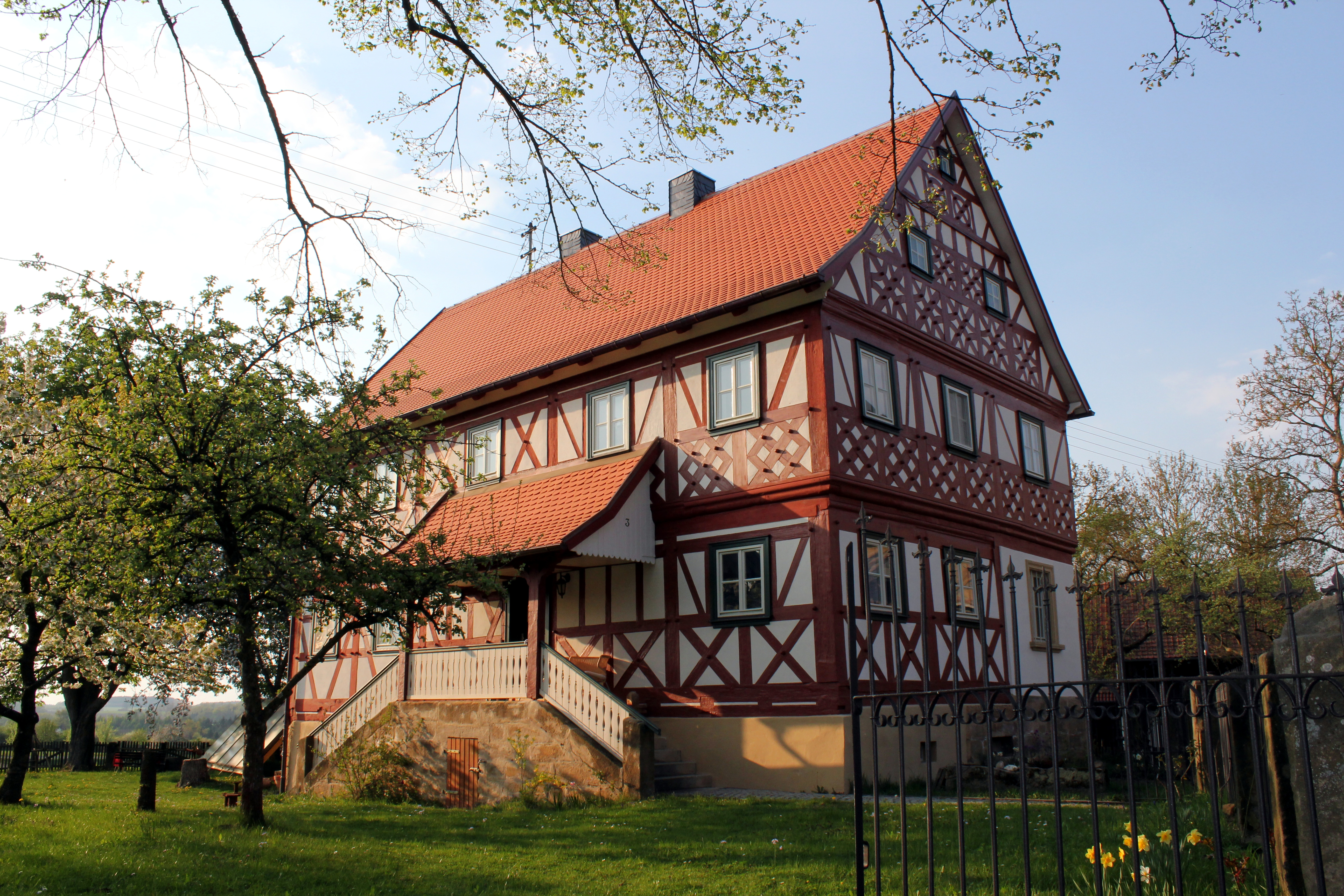
Das Pfarrhaus von 1707 in Gärtenroth

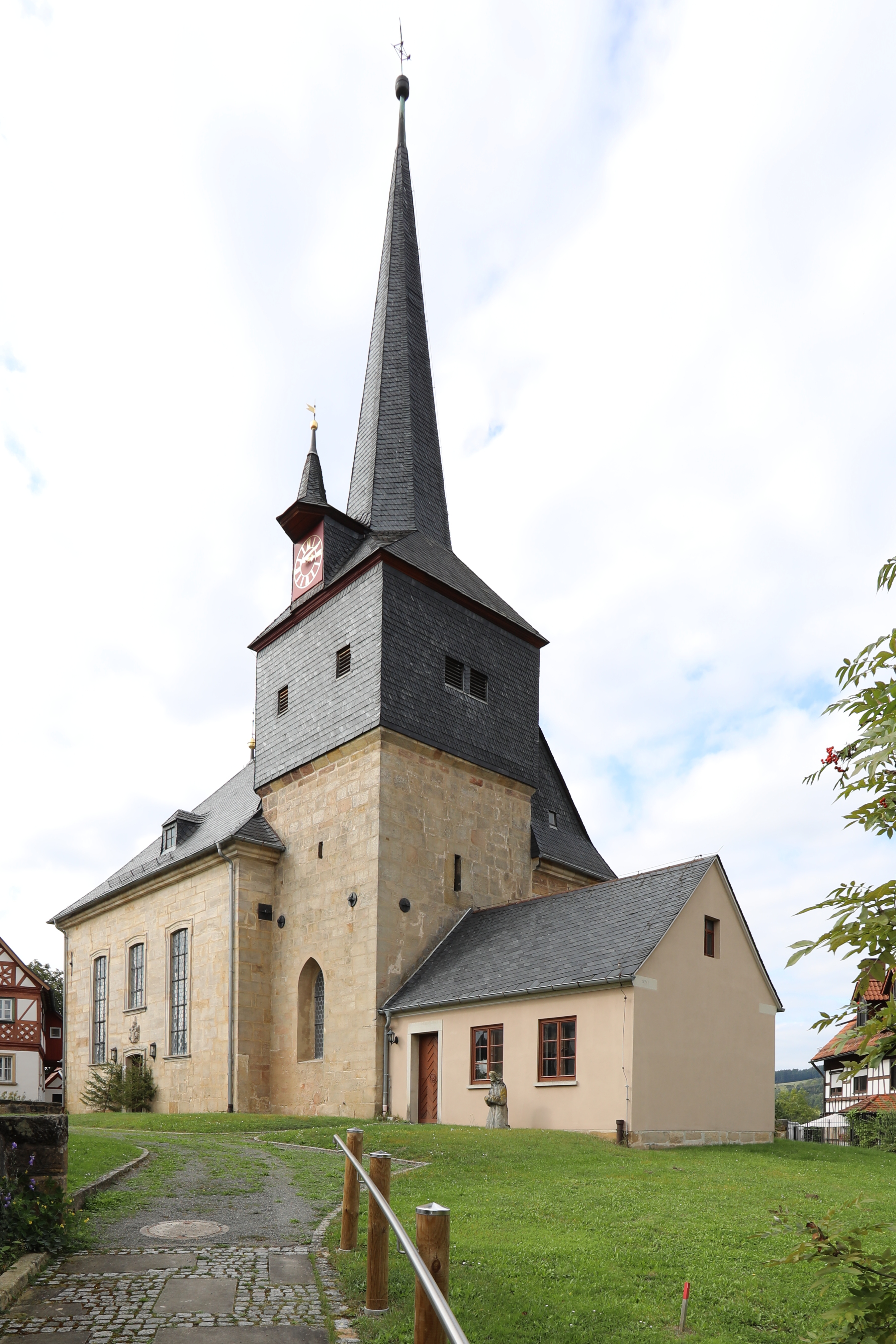
Die evangelisch-lutherische Pfarrkirche St. Maria, St. Petrus und Paulus

Anfang des 10. Jahrhunderts wurden die Ländereien, auf denen sich Gärtenroth befindet, aufgrund der fruchtbaren Böden gerodet und erstmals besiedelt. Die Rodung geschah höchstwahrscheinlich auf hoheitliche Anordnung, da ein edelfreies Rittergeschlecht in Gärtenroth urkundlich bereits um 1100 bezeugt wurde.
Das Siedlerdorf „Gerentenrode“ mit dem Besitzer „Degeno von Gerendenrode“ wurde erstmals genannt, als Bischof Otto von Bamberg dort 1108 die Vorgängerin der heutigen Kirche weihte. Der Name des Ortes verweist auf den Gründer Gerend oder Gerhard. Erbaut wurde die Kirche durch Priester Walraban auf einem Teil seines Herrschaftsgutes. Walraban war neben Ougalrich und Willihalm einer der drei Söhne des Degeno von Gerendenrode. Mit der Kirchweihe erhielt das Dorf die Zehnten der vier Siedlungen Ebersreuth, Hartmannsreuth, Vitose (Weides bei Hain) und Willenberge (Wildenroth) überschrieben.
Im Jahr 1328 kam die Ortschaft als Lehen in den Besitz der Familie von Redwitz, die im nahegelegenen Schloss Wildenroth residierte. Durch die Reformation im Markgraftum Kulmbach wurde die Kirche 1529 wieder eine adelige Eigenkirche. In diesem Jahre wurde mit Georg Marr auch der erste evangelische Pfarrer ernannt. Das Pfarrhaus wurde 1707 unter dem Pfarrer Georg Gottfried Eberlin erbaut, und erst vor wenigen Jahren aufwendig restauriert.
Noch um 1800 wurde der Ort „Gertenrod“ geschrieben. Sein Zehnt stand dem Bambergischen Amt Weismain zu.
Eine politische Gemeinde wurde Gärtenroth 1818 zusammen mit den Weilern Eben, Flurholz, Lopphof, Wildenroth und dem mittlerweile abgegangenen Schubertsreuth. Im Jahr 1875 wurde ein Schulhaus erbaut, das 1909 nach dem Bau des Nachfolgegebäudes mit Lehrerwohnung abgerissen wurde.
Am 1. Januar 1977 wurde Gärtenroth mit seinen Ortsteilen Wildenroth, Lopphof, Eben und Flurholz in die Stadt Burgkunstadt eingegliedert. Die Ortsdurchfahrt erhielt ihre heutige Form bei der Verbreiterung im Jahr 1978.

### Einwohnerentwicklung
Die Tabelle gibt die Einwohnerentwicklung Gärtenroths wieder.
| Jahr | Einwohner | Quelle |
| ---- | --------- | ------ |
| 1987 | 236       | [ 8 ]  |
| 2001 | 248       | [ 9 ]  |
| 2002 | 242       | [ 9 ]  |
| 2003 | 244       | [ 9 ]  |
| 2004 | 247       | [ 10 ] |
| 2005 | 235       | [ 10 ] |
| 2006 | 250       | [ 10 ] |
| 2007 | 237       | [ 11 ] |
| 2008 | 231       | [ 11 ] |
| 2009 | 215       | [ 11 ] |
| 2010 | 219       | [ 11 ] |
| 2011 | 219       | [ 1 ]  |
| 2012 | 221       | [ 1 ]  |
| 2013 | 216       | [ 1 ]  |

### Bürgermeister
- Um 1928: Johann Gebelein[3]